# 이란의 인권
팔라비 왕조(1925년 ~ 1979년)부터 이란 혁명(1979년)을 거쳐 이란 이슬람 공화국 시대(1979년 ~ 현재)에 이르기까지 이란 정부의 시민권 대우는 이란인, 국제 인권 운동가, 작가 및 NGO로부터 비판받아 왔다. 샤 통치하의 군주제는 대부분의 서구 감시 단체로부터 끔찍한 인권 기록으로 인해 널리 공격받았지만, 그 뒤를 이은 이란 이슬람 공화국 정부는 많은 이들에 의해 여전히 더 나쁘다고 여겨진다. 수십 년 동안 정치적 반체제 인사, 종교적 소수자, 민족 공동체를 포함한 다양한 집단이 조직적인 억압에 직면했으며, 국가 정책은 종종 정치적 반대뿐만 아니라 문화적 및 언어적 정체성도 표적으로 삼았다.
팔라비 왕조 — 레자 샤 팔라비와 그의 아들 모하마드 레자 샤 팔라비 —는 때때로 "왕실 독재" 또는 "1인 통치"로 묘사되었으며, 정치적 반대 의견을 억압하기 위해 비밀경찰, 고문, 처형을 사용했다. 모하마드 레자 샤 팔라비의 통치 기간 동안 처형된 정치범의 수는 100명 미만에서 300명으로 추정치가 다양하다.
이란 이슬람 공화국 하에서는 교도소 시스템이 중앙집중화되고 급격히 확장되었다. 초기 한 기간(1981년~1985년)에 7,900명 이상이 처형되었다. 이란 이슬람 공화국은 이란 이슬람 공화국 헌법과 법률을 따르지만 국제 인권 규범(범죄에 대한 가혹한 처벌, 피해자 없는 범죄에 대한 처벌, 표현의 자유 및 출판의 자유 제한, 종교의 자유 제한 등)은 따르지 않는 제한과 처벌로 비판받아 왔다. 또한 신문사 방화, 정치범 및 반체제 인사/민간인에 대한 구타, 고문, 강간, 재판 없는 살해 등 법과 규범을 모두 따르지 않는 "초법적" 행동으로도 비판받아 왔다.

## 팔라비 왕조 (1925년 ~ 1979년)
이란 제국 국가는 1925년부터 1979년까지 지속된 팔라비 왕조 시대의 이란 정부였다. 한 역사에 따르면, 팔라비 통치 기간 동안 고문과 죄수 학대는 시기에 따라 달랐다. 두 군주 모두 — 레자 샤 팔라비와 그의 아들 모하마드 레자 샤 팔라비 — 검열, 비밀경찰, 고문, 처형을 사용했다.

### 레자 샤 시대
레자 샤의 통치는 권위주의적이고 독재적이었으며, 그 시대에는 해당 지역과 전 세계적으로 권위주의 정부와 독재가 만연했고, 세계 인권 선언이 제정되기까지는 몇 년이 남았다. 레자 샤 통치 하에서 언론의 자유, 노동자의 권리, 정치적 자유는 제한되었다. 독립 신문은 폐쇄되었고, 정당 — 심지어 충성스러운 부흥당 — 도 금지되었다. 정부는 1927년에 모든 노동 조합을 금지했고, 1927년부터 1932년 사이에 150명의 노동 운동가를 체포했다.
일부 종류의 죄수들 — 일반 범죄자, 스파이 용의자, 왕실 살해 음모 혐의자 — 에 대해 물리적 폭력이 사용되었다. 특히 강도들은 "숨겨진 전리품을 드러내기 위해" 바스티나도 (발바닥을 때리는 것)와 스트라파도 (희생자의 팔에 묶인 밧줄로 공중에 매달리는 것)를 당했다. 스파이와 암살 용의자들은 "구타당하고, 잠을 빼앗기고, 깝파니 (팔을 등 뒤로 단단히 묶는 것)를 당했으며" 이는 때때로 관절이 부러지게 했다. 그러나 정치범 — 주로 공산주의자 — 에 대해서는 레자 샤 통치 하에서 "고문이 현저히 부재했다." 주요 압력 형태는 독방 감금과 "책, 신문, 방문객, 음식 꾸러미, 적절한 의료 서비스"의 보류였다. 깝파니의 위협을 자주 받았지만, 정치범들은 "거의 깝파니를 당하지 않았다."

### 모하마드 레자 샤 시대

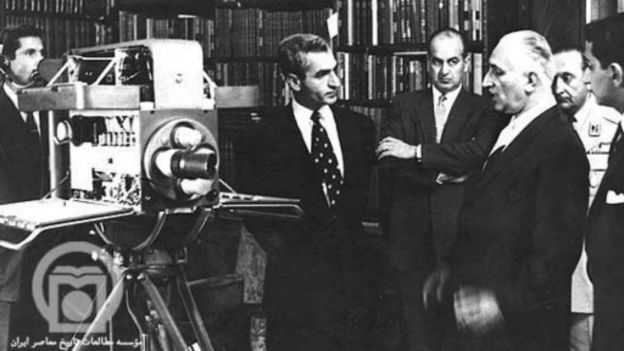
네마톨라 나시리, 샤의 비밀경찰 사바크 국장과 모하마드 레자 샤 팔라비, 1970년

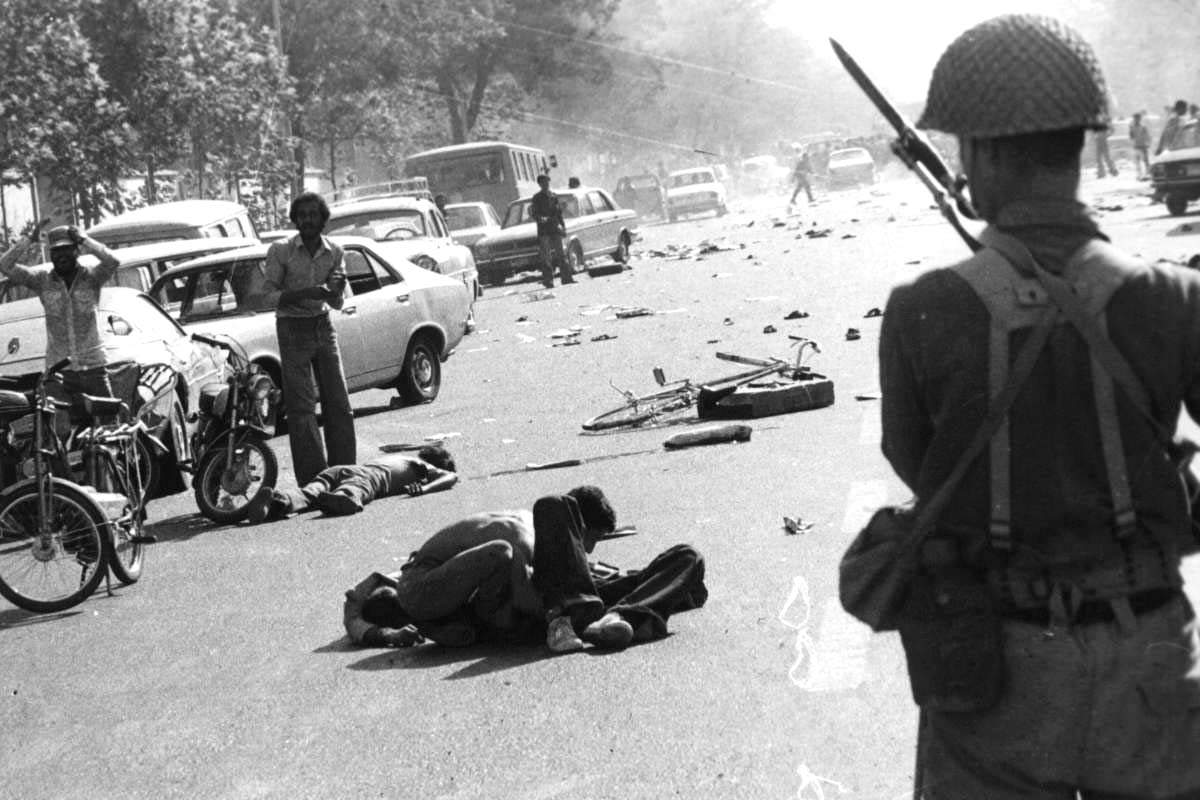
1978년 검은 금요일에 샤 정권에 의해 살해된 시위대

모하마드 레자는 1941년 영국-소련의 이란 침공 이후 그의 아버지가 폐위되면서 군주가 되었다. 정치범(대부분 공산주의자)들은 점령군에 의해 석방되었고, 당시 샤(왕세자)는 더 이상 의회를 통제할 수 없었다. 그러나 1949년 샤에 대한 암살 시도 이후, 그는 계엄령을 선포하고 공산주의자와 다른 반대자들을 투옥하며 언론의 왕실 비판을 제한할 수 있었다.
1953년 총리 모하마드 모사데그를 전복시킨 친샤 쿠데타 이후, 샤는 다시 반대자들을 탄압했고 정치적 자유는 약화되었다. 그는 모사데그의 정치 단체인 국민 전선을 불법화하고 대부분의 지도자들을 체포했다. 투데당의 4,000명 이상의 정치 활동가들이 체포되었고, (무장군 병력 477명 포함), 40명은 처형되었으며, 14명은 고문으로 사망했고, 200명 이상이 종신형을 선고받았다.
절정기에 샤의 비밀경찰 사바크는 사실상 무제한적인 권한을 가졌다. 이 기관은 CIA와 긴밀하게 협력했다.
국제앰네스티 1974-1975년 연례 보고서에 따르면 "정치범의 총수는 연중 [1975년] 25,000명에서 100,000명에 이르는 것으로 보고되었다."

#### 1971년~1977년
1971년, 헌병대 초소에 대한 게릴라 공격(경찰 3명 사망, 게릴라 2명 해방, "시아칼 사건"으로 알려짐)은 정부에 대한 "격렬한 게릴라 투쟁"과 가혹한 정부의 보복 조치를 촉발했다. 샤를 전복하기 위해 "무장 투쟁"을 지지하고 국제 제3세계 반제국주의 혁명가들(마오쩌둥, 호찌민, 체 게바라)에게서 영감을 받은 게릴라들은 1970년대 전반부에 매우 활발했으며 정부군과의 충돌로 수백 명이 사망하고 수십 명의 이란인이 처형되었다. 국제앰네스티에 따르면, 샤는 최소 300명의 정치적 처형을 단행했다.
고문은 게릴라의 무기 은닉처, 안전 가옥, 공범자를 찾아내고, 또한 국가의 적들을 지지자로 만들려는 시도에도 사용되었다.
1975년, 인권 단체인 국제앰네스티 — 1970년대에 회원 수와 국제적 영향력이 크게 증가했다 —는 이란의 정치범 대우에 대한 보고서를 발표했는데, 이는 "유럽과 미국 언론에 광범위하게 보도되었다." 1976년까지 이러한 탄압은 "수많은 국제기구와 외국 신문"의 홍보와 감시, 그리고 새로 선출된 지미 카터 미국 대통령 덕분에 상당히 완화되었다.

#### 이란 혁명
1978년에서 1979년의 이란 혁명은 팔라비 정부를 전복시킨 사건으로, 1977년 10월 시위로 시작되어 1979년 2월 11일 샤 군대의 패배로 끝났다.
혁명 동안 시위대는 군대의 총격을 받았고 죄수들은 처형되었다. 실제 및 상상의 인권 침해는 샤의 몰락에 직접적으로 기여했으며, (일부에 따르면 그의 장군이 그에게 강력히 권고했음에도 불구하고 그의 인권 침해를 삼가는 양심 또한 그러했다.)
1977년에 인기 있고 영향력 있는 근대주의 이슬람 지도자 알리 샤리아티와 아야톨라 루홀라 호메이니의 아들 모스타파의 죽음은 많은 이란인들에게 사바크가 저지른 암살로 여겨졌다. 1978년 9월 8일, (검은 금요일) 자레 (또는 잘레) 광장에서 군대가 종교 시위대에게 발포했다. 성직 지도부는 "수천 명이 시온주의 군대 (즉, 샤를 돕는다는 소문이 있는 이스라엘 군대)에 의해 학살되었다"고 발표했고, 미셸 푸코는 4,000명이 사망했다고 보고했으며, 다른 유럽 언론인은 군대가 "학살"을 남겼다고 보고했다. 저서 푸코의 이란, 1978-1979의 저자인 요한 뵈케스는 "푸코는 반란군 대중 자신이 퍼뜨린 잘레 광장에서의 과장된 사망자 수를 고수한 것으로 보인다. 수천 명이 부상당했지만 사망자 수는 백 명을 넘지 않았을 것이다."라고 언급한다. 역사가 아바스 아마나트에 따르면:
곰의 마르자들의 지지를 받은 성직자 활동가들은 자레 광장 학살을 이용해 정권을 잔인하고 불법적인 것으로 묘사했다. 신뢰할 수 있는 언론과 뉴스 보도가 부재한 상황에서 완전히 작동하게 된 유언비어 유포 장치의 도움으로 이슬람의 길에서 '순교자'가 된 사상자의 수는 수천 명으로 부풀려졌고, 그들에게 발포한 군대는 혁명을 진압하기 위해 투입된 이스라엘 용병으로 낙인찍혔다.

정부 순교자 및 재향군인 재단의 에마데딘 바기가 혁명 이후 집계한 바에 따르면, 검은 금요일에 88명이 사망했다: 자레 광장에서 64명(여성 2명 포함), 수도의 다른 지역에서 24명(여성 1명 포함). 군사 역사가 스펜서 C. 터커에 따르면, 검은 금요일에는 시위대 64명과 정부 보안군 30명을 포함하여 94명이 사망했다. 이란학 학자인 리처드 폴츠에 따르면, 자레 광장에서 64명의 시위대가 사망했다.

## 이슬람 공화국 (1979년 이후)

### 혁명 이후

#### 새 헌법
이란 이슬람 공화국의 새 헌법은 1979년 12월 국민투표로 채택되었다. 아야톨라 호메이니가 혁명의 무조건적인 지도자였지만, 그에게는 샤를 민주주의로 대체하기를 바랐던 많은 지지자들이 있었다. 결과적으로, 헌법은 선출된 대통령과 입법부에 대한 전통적인 자유민주주의적 명령과 시민을 위한 민권과 참정권을 호메이니가 원했던 신권주의적 요소와 결합했다. 그러나 신권주의가 가장 중요했다. 헌법은 주권을 하나님에게 부여했고, 선출된 기관을 감독하기 위해 비선출 통치 기구를 의무화했으며, 민권/정치적 권리를 이슬람의 법/규범/원칙에 종속시켰다.
1979년 이후 이란의 기본법이 세계 인권 선언과 충돌했던 방식 중 일부는 다음과 같다.
- 고전 이슬람법 (샤리아)의 사용, 예를 들어
  - 피해자 없는 범죄: "예언자 모욕", "배교", 간통, 동성 관계(모두 사형에 처할 수 있음), 주류 음주,[50] (여성의 경우) 히잡 착용 실패,[51]
  - 가혹한 처벌: 투석형, 절단, 채찍질,[52] 보복(또는 키사스, 일명 "눈에는 눈")[53] 여기에는 가해자를 실명시키는 것이 포함될 수 있다.[54]
  - 여러 분야에서 여성의 불평등한 권리: 여성은 피값(디야), 상속, 법정 증언에서 남성과 동일하게 평가되지 않음(이란에서 여성 강간 유죄 판결이 어렵거나 불가능하게 만듦), 여성은 집 밖에서 일하거나 출국하려면 남편의 허락이 필요하다.[55][56][57] 머리 가리개가 의무이다.
  - 트랜스젠더 여성은 매춘부로 간주되며, 이로 인해 법적인 판단과 위험에 직면한다.[58]
  - 종교의 자유와 평등에 대한 제한:
    - 시아 이슬람교도만이 최고 지도자 또는 대통령이 될 자격이 있다.[59] (비시아 이슬람교도는 시아 이슬람교도와 동등한 권리를 가지지 못한다.)[60]
    - 종교 기반 처벌에는 신성모독이 포함된다.
    - 비무슬림은 이슬람으로 개종하도록 권장되지만, 이슬람에서 다른 종교로의 개종(배교)은 금지되어 있으며, 사형에 처해질 수 있다. 이는 바하이 교도에 대한 잔혹한 대우를 설명하는 데 널리 사용되는 설명으로, 이란 시아파 출신인 바하이 교도들은 밥이 시아 이슬람의 마흐디이며 그의 계시가 꾸란을 대체한다고 주장한다.[61] (이란 이슬람 공화국은 바하이 교도가 반역자이자 전복자라고 주장한다.)[62]
    - 무슬림 남성이 무슬림 여성과 간통하면 100대의 채찍질을 받지만, 비무슬림 남성은 사형에 처한다.[63]
    - 기타 종교적 차별의 대상자에는 개신교 기독교인(적어도 부분적으로는 "무슬림 개종자를 받아들이고 심지어 찾아 나서려는 준비" 때문),[64] 무종교인,[65] 그리고 최고 지도자의 정치적 "수호"에 복종해야 한다는 이란 이슬람 공화국 교리에 의문을 제기하여 배교 혐의로 기소된 정통 시아파가 있다.[66][67]

  - 아동 권리: 국제 규범상의 성년 및 형사책임 연령은 18세이지만, 주류 시아 자파르 법학 (및 이란 민법)은 여성이 8세 9개월(즉 음력 9년)에, 남성은 14세 7개월(즉 음력 15년)에 성인이 된다고 규정한다.[68] 이러한 불균형은 이란에서 국제법상 미성년자인 많은 수의 소년범이 처형되는 결과를 초래했다.[69][70][71]
- 이란 이슬람 공화국 법은 "샤리아를 정확히" 따르지 않으며, 1979년 이후 약간의 수정이 가해져 이란 이슬람 공화국의 인권 기록이 약간 개선되었다.
  - 2002년, 당국은 투석형에 의한 처형을 일시 중단했으나,[72] 2018년 현재 이란에서는 여성들이 여전히 투석형을 선고받고 있다.[73]
  - 2004년 피값이 더 평등하게 바뀌었다. 전통적인 이슬람법에 따르면, "피값"(디야, 살인, 신체 상해 또는 재산 피해의 경우 피해자 또는 상속인에게 지불되는 금전적 보상)은 피해자의 성별과 종교에 따라 달라진다(무슬림과 남성이 더 가치 있음). 국제 종교 자유 보고서는 2004년에 이란 이슬람 공화국 의회와 수호자 위원회가 무슬림, 기독교인, 유대인, 조로아스터교 남성 간의 디야(또는 디예)를 평등하게 하는 법을 개정했다고 보고했다. (바하이 남성은 법에 따라 바하이에게는 "피값"이 없으므로 제외되었다. 이는 그들의 피가 모바흐, 즉 처벌 없이 흘릴 수 있는 것으로 간주되기 때문이다.)[74]
  - 2012년 2월 10일, 이란 의회는 성년 최저 연령을 18세(양력)로 상향 조정했다.[75]

#### 벨라야테 파키와 정권 자기 보존
- 이란 이슬람 공화국은 고전 샤리아와의 연관성이 미미할 수 있지만 "이슬람 원칙"을 보호한다고 명시되어 있으며 1979년 이후 정부를 반대 의견으로부터 보호하는 데 사용되어 온 인권 조항을 위반하는 여러 법률 및 헌법 조항을 가지고 있다.
  - 표현 및 언론에 대한 제한. 1985년 언론법은 "이슬람 원칙" 및 "공익"에 해로운 담론에 연루된 개인에게 형사 처벌을 부과하고 신문 및 정기 간행물의 폐쇄를 명령할 수 있는 권한을 가진 언론 법원을 설립했다.[76]
  - 정치적 자유 제한. 헌법 제27조는 "공개 집회 및 행진"을 "이슬람의 근본 원칙에 해롭지 않은" 것으로 제한하며, 휴먼 라이츠 워치에 따르면 이란의 "광범위한 '안보 법률'"은 "이란이 당사국인 국제 인권 조약을 위반하여 평화로운 정치적 표현, 결사 및 집회를 자의적으로 억압하고 처벌"하는 데 사용된다. 예를 들어, "외국 기관, 인물 또는 자금 출처와의 연관성"만으로도 "국가 안보 침해"와 같은 형사 고발을 개인에게 제기할 수 있다.[77]
- 또한, 헌법의 일부 조항은 정부가 헌법 자체의 시민 및 정치적 권리 보호를 넘어설 수 있는 허가를 부여하는 것으로 여겨진다 (예를 들어 헌법 제167조는 판사에게 "권위 있는 이슬람 출처 및 진정한 파트와 (자격 있는 성직자 법학자가 발행한 판결)에 따라 판결을 내릴" 재량권을 부여한다). 이란 이슬람 공화국 하에서는 정부군에 의한 반체제 인사 암살 및 기타 살해, 구타, 강간, 고문, 투옥이 어떤 종류의 적법 절차도 없이 "초법적"으로 묘사되는 경우가 많았다. 그러나 이슬람 혁명 수비대 출신 반체제 인사 아크바르 간지는 이러한 행위가 이슬람 공화국 형법을 벗어나지 않았다고 주장하는데, 이 형법은 "시민이 '불경하다'고 판단되면 다른 시민을 암살할 권한을 부여한다"는 것이다.[78] (역사가 에르반트 아브라하미안은 죄수 고문과 1988년 수천 명의 정치범 처형이 적어도 어떤 형태의 이슬람 법과 법적 절차를 따랐다고 보도했다.)[79] 아브라하미안에 따르면, 이란 관리들의 눈에는 "이슬람 공화국의 생존 — 그리고 이슬람 자체의 생존 — 이 사용된 수단을 정당화했으며," 개인의 어떤 권리보다 우선했다는 것이다.[80]
- 마지막으로, 1988년 초, 이맘 호메이니는 사망하기 직전에 이란의 이슬람 정부가 "예언자의 절대적 윌라야트의 한 지파"이며 이슬람에 너무나 중요하여 "이슬람의 주요(1차) 규칙" 중 하나이며 "기도, 금식, 하즈와 같은 법령"이 이슬람 정부가 "우선권을 갖는" 2차 법령이라고 판결하는 파트와를 발표했다.[81][82] 그는 "이슬람 국가는 이슬람의 이익에 반하는 것처럼 보이는 모든 것 – 종교적인 것과 비종교적인 것 – 의 시행을 막을 수 있다"고 썼다.[83][84] 이 교리 — 벨라야테 모틀라카예 파키("법학자의 절대 권위") —는 (아브라하미안에 따르면) "이슬람 공화국의 생존"과 이슬람 자체가 실제로 연결되어 있음을 시사했다. 이는 다른 학자(엘리자베스 메이어)에게 이슬람 공화국이 "원하는 대로 할 수 있도록 해방되었다 — 심지어 이것이 종교의 근본 기둥을 위반하는 것을 의미하더라도 ..." (그리고 물론, 이란 헌법) — 그리고 벨라야테 모틀라카예 파키가 샤리아 법이 아니라 이슬람 공화국에서 "고문과 정치적 반대 처벌의 만연"을 설명한다고 시사했다.[85]

#### 첫 10년
정치범 살해의 대다수는 이슬람 공화국 건국 후 첫 10년 동안 발생했으며, 그 후 폭력적인 탄압은 줄어들었다.
혁명 이후, 새로운 정권은 통치를 공고히 하는 데 주력했다. 인권 단체들은 이슬람 정부의 시위대와 죄수들이 입은 사상자 수가 수천 명에 달하는 것으로 추정했다. 가장 먼저 처형된 사람들은 구체제 구성원들, 즉 고위 장군들이었으며, 그 뒤를 이어 200명 이상의 고위 민간 관리들이 처형되었다. 그들의 재판은 짧았고 변호인, 배심원, 투명성 또는 피고인이 자신을 변호할 기회가 없었다. 1980년 1월까지 "적어도 582명"이 처형되었다. 1979년 8월 중순, 호메이니의 법학자 통치론에 반대하는 수십 개의 신문과 잡지가 폐쇄되었다. 정당들은 금지되었고 (이란 민족 민주 전선은 1979년 8월에, 무슬림 인민 공화당은 1980년 1월에), 1980년 3월에는 대학 숙청이 시작되었다.
1980년 1월부터 1981년 6월 사이에 마약 및 성범죄부터 "지상의 부패", 반혁명 음모 및 이스라엘 스파이 활동, 반대 단체 가입에 이르기까지 최소 900명 이상이 처형되었다. 그리고 그 다음 해에는 최소 8,000명이 처형되었다. 군사 역사가 스펜서 C. 터커의 추정치에 따르면, 1980년부터 1985년까지 25,000명에서 40,000명의 이란인이 체포되었고, 15,000명의 이란인이 재판을 받았으며, 8,000명에서 9,500명의 이란인이 처형되었다.

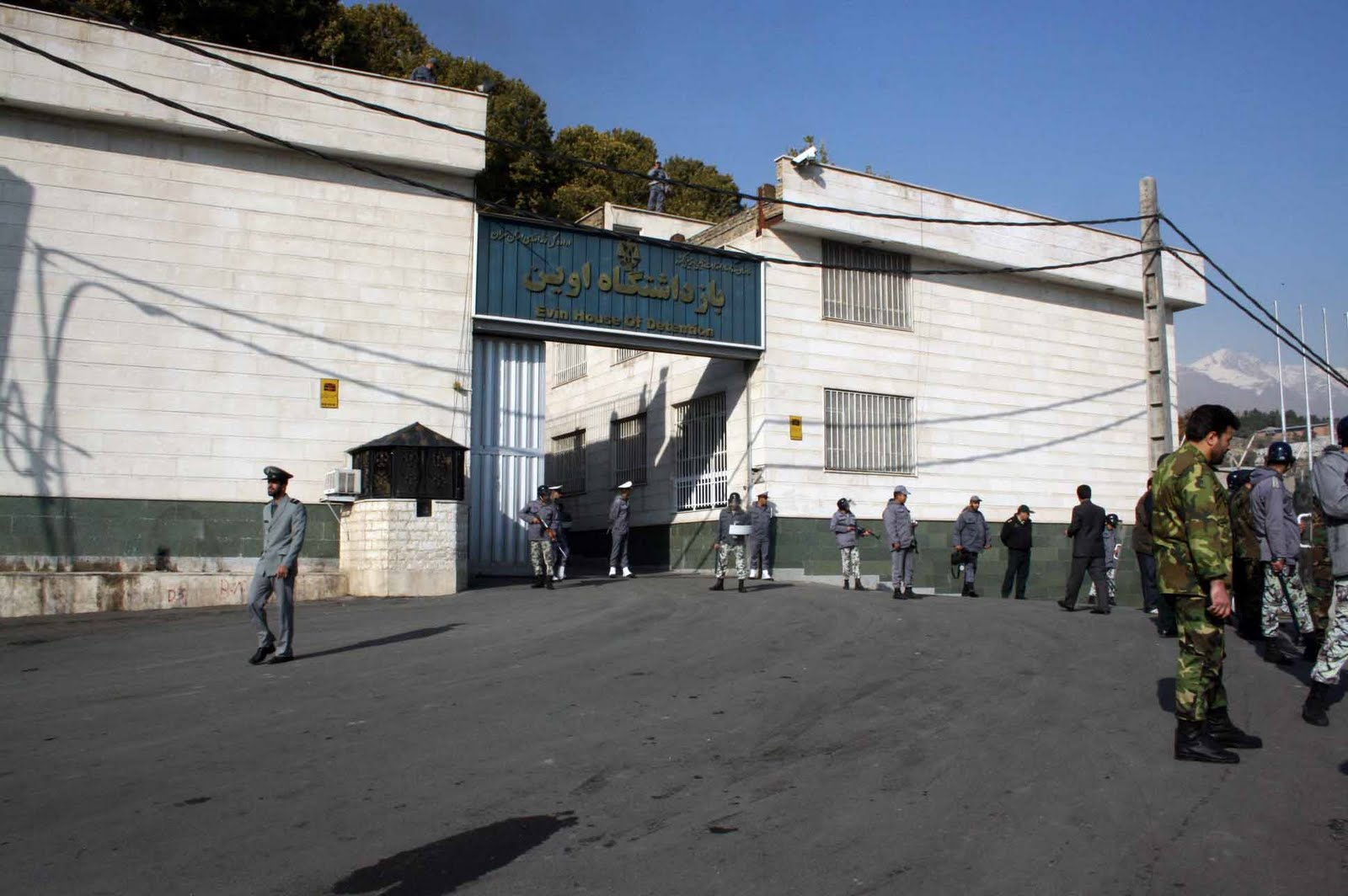
에빈 교도소

1988년 7월부터 9월 초 사이에 최고 지도자 아야톨라 루홀라 호메이니의 명령에 따라 3,000명에서 30,000명 사이의 정치범들이 처형되었다. 정부는 처형을 비밀에 부치려 했지만, 2020년 유엔 특별 보고관들은 이란 이슬람 공화국에 서한을 보내 살해 행위를 "인도에 반하는 죄"로 규정했다.

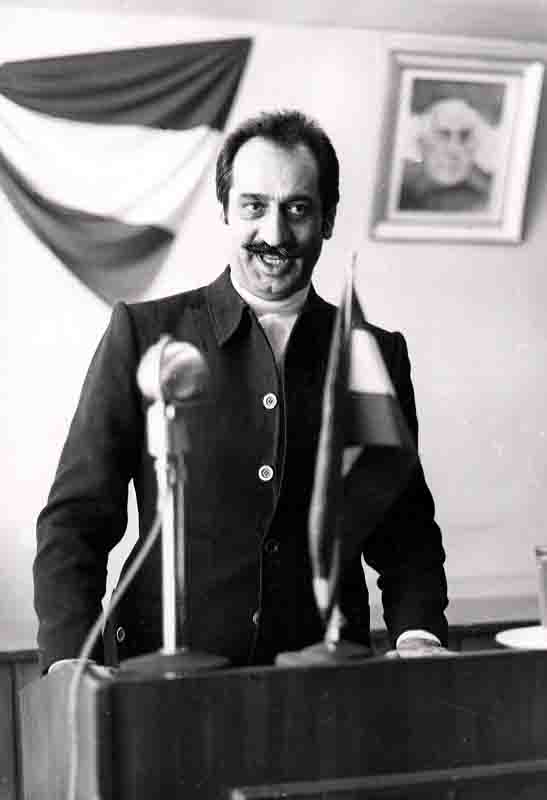
다리우시 포루하르, 이란 국가당의 지도자는 이란의 연쇄 살인의 희생자 중 한 명이었다.

#### 1990년대와 연쇄 살인
1990년대에는 이슬람 공화국 체제를 비판했던 지식인과 정치 활동가들의 미해결 살인과 실종이 여러 건 발생했다. 1998년에는 세 명의 반체제 작가(모하마드 자파르 푸얀데, 모하마드 목타리, 마지드 샤리프), 정치 지도자(다리우시 포루하르)와 그의 아내가 두 달 만에 살해당하면서 이러한 불만이 최고조에 달했으며, 이는 "연쇄 살인" 또는 1998년 이란 연쇄 살인으로 알려지게 되었다. 총 80명 이상의 작가, 번역가, 시인, 정치 활동가, 일반 시민들이 몇 년에 걸쳐 살해당한 것으로 추정된다.
개혁주의 언론인과 언론은 살인 사건을 밝혀낼 수 있었지만, 연쇄 살인의 많은 부분을 폭로하는 데 책임이 있던 사람, 즉 정보부 요원에서 언론인 겸 개혁가로 변신한 사이드 하지아리안은 암살당할 뻔했으며, 바시즈의 일원에게 심각한 장애를 입었다. 그리고 살인 혐의를 받은 정보부 보안 차관 사이드 에마미는 감옥에서 사망했는데, 자살로 알려져 있지만 많은 이들은 그가 살해되었고 "고위급 관리들이 살인에 책임이 있다"고 믿는다.
이란 개혁 운동의 부상과 1997년 온건파 이란 대통령 모하마드 하타미의 당선과 함께 인권 상황을 개선하기 위해 이란 민법 및 형법을 수정하려는 수많은 시도가 이루어졌다. 대부분 개혁주의 성향의 의회는 표현의 자유 증대, 양성 평등, 고문 금지를 허용하는 여러 법안을 초안했다. 이 모든 법안은 당시 수호자 위원회와 이란 정부의 주요 보수파 인물들에 의해 기각되거나 크게 희석되었다.

#### 21세기 초와 대규모 시위

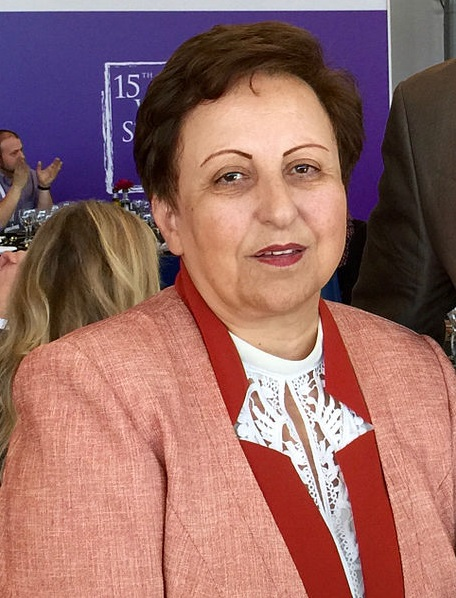
2003년 노벨 평화상 수상자 시린 에바디

2007년, 이코노미스트지는 다음과 같이 썼다.
10년 전의 테헤란의 봄은 이제 음울한 정치적 겨울로 바뀌었다. 새 정부는 계속해서 신문을 폐쇄하고 반대 목소리를 잠재우며 서적과 웹사이트를 금지하거나 검열한다. 하타미 시대의 평화로운 시위와 항의는 더 이상 용납되지 않는다. 2007년 1월 보안군은 테헤란에서 파업 중인 버스 운전사들을 공격하여 수백 명을 체포했다. 3월에는 경찰이 국제 여성의 날을 기념하기 위해 모인 수백 명의 남녀를 구타했다.
최근 몇 차례의 주요 시위 운동 — 1999년 7월 이란 학생 시위, 2009년 이란 대통령 선거 시위, 2017~2018년 이란 시위, 2019~2020년 이란 시위 —는 바시즈의 "병렬 기관"에 의한 폭력적인 진압과 대규모 체포, 실탄 사격, 보여주기식 재판으로 맞섰다. 2019년 11월 시위는 수백 명의 민간인 사망자와 수천 명의 부상자를 냈고, 정부에 의한 전국적인 인터넷 차단, "구금 중 학대 및 고문 보고", 그리고 최고 지도자 알리 하메네이에 의한 "이러한 만연한 학대"의 "녹색등"을 초래했다. 사망자 추정치는 200명에서 1500명에 이른다.
2018년부터 2020년까지 인권 침해 사례에는 높은 처형율, "국제 및 국내 법률 기준을 노골적으로 무시하고" "언론인, 온라인 미디어 활동가 및 인권 옹호자"를 "보안 기관과 이란 사법부"가 표적으로 삼는 것, 인권 옹호자에게 "수십 년의 징역형" 선고, 대중의 경제 시위에 대한 "과도한 무력 사용... 자의적인 대규모 체포 및 심각한 적법 절차 위반"이 포함되었다.

##### 2022년 마흐사 아미니 시위
2022년 9월, "전국적" 시위가 다시 시작되어 "사회 계층, 대학, 거리, 학교" 전반에 걸쳐 확산되었고, 이란 혁명 이후 이란 정부에 대한 "가장 큰 위협"으로 불렸다.
이 불안은 마흐사 아미니 사망 사건으로 시작되었으며, 그녀는 히잡을 잘못 착용했다는 이유로 이란 도덕 이슬람 경찰에 의해 구금된 후 사망했다. 2023년 9월 15일 현재 이란 인권 단체에 따르면 최소 551명이 사망했으며, 여기에는 여성과 최소 68명의 미성년자가 포함된다. 134개 도시와 마을, 그리고 132개 대학에서 약 18,170명이 체포되었다. 이란 국내 보안군 외에도, 일부 보도에 따르면 이슬람 혁명 수비대와 연계된 외국 민병대, 예를 들어 레바논, 이라크, 아프가니스탄의 단체들이 시위 진압에 개입했다고 한다.

### 이슬람 공화국의 관점
1984년, 이란의 유엔 대표인 사이 라자이-코라사니는 세계 인권 선언이 "유대-기독교 전통의 세속적 이해"를 대변하며, 이는 "이란 이슬람 공화국이 인정하는 가치 체계와 일치하지 않으며" 이란 이슬람 공화국은 그 조항을 "주저 없이 위반할 것"이라고 선언했다.
이란 이슬람 공화국 관계자들은 비판에 대해 이란이 이슬람 세계에서 "최고의 인권 기록"을 가지고 있으며 (2012년); 인권에 대한 "서구의 해석"을 따를 의무가 없으며 (2008년); 이슬람 공화국은 "적의 편향된 선전"의 피해자이며 이는 "이슬람 세계에 대한 더 큰 계획의 일부"라고 (2008년) 응답했다.
2004년 개혁주의 대통령 모하마드 하타미는 이란에 "자신의 생각 때문에 감옥에 있는 사람들이 분명히 있다"고 말했지만, 일반적으로 이란 관리들은 이란에 정치범이 있다고 부인하거나 (2004년 사법부 수장 아야톨라 마무드 하셰미 샤루디는 부인), 이란의 인권 기록이 이란을 비판하는 국가들보다 낫다고 주장했다 (2007년 및 2008년 마무드 아마디네자드 대통령). 또는 이스라엘보다 낫다고 주장했다.

### 상대적 개방성
일부 비정부 인사들이 이슬람 공화국의 인권 상황에 대해 언급한 한 가지 관찰은, 이란 대중이 낯선 사람들에게 정부를 공개적으로 비판하는 것을 두려워할 정도로 심각하지 않다는 것이다. 2005년경 이웃 시리아에서는 "택시 운전사들이 정치 이야기를 거의 하지 않지만, 이란인들은 다른 어떤 이야기도 하지 않을 것이다."
이러한 현상에 대한 설명으로는 시아파 이슬람 성직자들 사이에서 "토론과 논쟁"이 중요하여 이란 대중에게까지 확산되었다는 점(언론인 엘레인 시올리노), 그리고 "민주주의와 인권 개념"이 샤 통치 아래보다 이란인들 사이에서 훨씬 더 깊이 뿌리내렸다는 점(아크바르 간지, 아르주 오산루, 후만 마즈드)이 있다. 실제로 이는 "거의 헤게모니적"이어서(아르주 오산루), 이란 정보기관이 "개인적으로 정부를 비난하는 사람들을 체포한다면, 죄수들을 수용할 수 있는 감방을 충분히 빨리 지을 수 없을 정도"라고(언론인 후만 마즈드) 설명된다.

### 비교
이슬람 혁명은 전복시킨 팔라비 왕조보다 훨씬 더 나쁜 인권 기록을 가진 것으로 여겨진다. 정치 역사가 에르반트 아브라하미안에 따르면, "1971년에서 1979년 사이에 100명 미만의 정치범이 처형된 반면, 1981년에서 1985년 사이에는 7900명 이상이 처형되었다. ... 교도소 시스템은 중앙집중화되고 급격히 확장되었다. ... 이슬람 공화국 하의 교도소 생활은 팔라비 시대보다 훨씬 나빴다. 양쪽을 모두 경험한 한 사람은 라제바르디 하에서 4개월이 사바크 하에서 4년 동안의 고통과 같았다고 썼다. 팔라비 시대의 감옥 문학에서 반복되는 단어는 '지루함'과 '단조로움'이었다. 이슬람 공화국의 감옥 문학에서는 '두려움', '죽음', '테러', '공포', 그리고 가장 자주 '악몽'('카보스')이었다."
유엔 보고서에 따르면 이란의 처형 건수는 2023년에 비해 2024년에 증가했다. 한 주에 40명 포함하여 총 901명이 처형되었다.

### 인권 기구 및 정보 출처
이란 이슬람 공화국 건국 이래 인권 침해는 유엔 및 그 인권 기구, 유럽 평의회, 유럽 의회 및 미국 의회의 결의안 및 결정의 대상이 되어 왔다.
1980년대 초 이란은 (상황이 충분히 나빴던) 유엔 특별 절차 섹션에 따라 유엔 국가 보고관이 조사를 한 몇 안 되는 국가 중 하나가 되었다.
4년 후 유엔 인권 위원회는 이란의 인권 상황을 연구하기 위해 이란 특별 대표를 임명했으며, 2001년 현재 세 명의 사람이 그 역할을 수행했다. 유엔 위원회 외에도 인권 침해에 대한 더 많은 정보는 인권 NGO와 1990년대에 공개된 정치범들의 회고록을 통해 제공되었다. 소수민족 권리 국제 그룹에 따르면, 1985년 이란은 "인권 기록의 심각성과 범위" 때문에 "유엔 역사상 네 번째로" 총회 의제에 오르게 되었다.
이에 대해 이란 이슬람 공화국은 상황 개선 권고안을 이행하지 않았을 뿐만 아니라 (UNCHR에 따르면) "전문가에게 증언한 증인들에게 보복"했다. 유엔 인권 위원회(UNCHR)는 이란의 종교적 소수자—특히 바하이교도—에 대한 인권 침해뿐만 아니라 이슬람 공화국의 "고문, 처형 방식으로서의 투석형 및 채찍질과 절단과 같은 처벌", 그리고 단식 투쟁자(파르하드 메이사미)의 상황에 대한 비판 결의안을 반복적으로 통과시켰다.
또한 휴먼 라이츠 워치, 국제앰네스티, 이란 인권 센터와 같은 비정부 인권 단체들은 종교적 소수자 대우, 감옥 환경, 죄수의 의료 환경, 죄수의 사망( 바히드 사야디 나시리), 반정부 시위대의 대규모 체포 등과 같은 문제에 대해 보고서를 발행하고 우려를 표명했다. 이란은 아프간 난민과 이주민을 학대하고 있으며, 휴먼 라이츠 워치는 신체적 학대, 비위생적이고 비인간적인 환경에서의 구금, 추방 수용소로의 교통비 및 숙박비 강제 지불, 강제 노동, 가족의 강제 분리 등과 같은 위반 사항을 기록했다.

## 같이 보기
- 이란 이슬람 공화국 사법부 인권 고등 평의회
- 이슬람 인권 카이로 선언
- 인권 수호자 센터
- 이란의 표현의 자유
- 이란 인권 국제 캠페인
- 이란의 성소수자 권리
- 이란의 종교 자유 현황
- 이란의 여성의 권리
- 이란 이슬람 공화국의 인권
- 메흐라베 칸단

### 내용주
1. ↑  1973년 중반부터 1975년까지 2년 반 동안, 미군 대령 3명, 이란군 장군, 하사, 그리고 주이란 미국 대사관의 페르시아어 번역가가 모두 게릴라 단체에 의해 암살되었다.[22]
2. ↑  페르시아어를 구사하는 영국 외교관은 샤와 대중 간의 격차가 이제는 메울 수 없게 되었다고 언급했는데, 이는 검은 금요일과 아바단 화재 때문이었다.[30]
3. ↑  헌법은 거의 10년 후 개정되었지만, 변경 사항은 최고 지도자가 대중의 환호를 받는 마르자일 필요성을 없애는 것에 관한 것이었으며, 인권에는 영향을 미치지 않았다.[45]

### 인용
1. 1 2 3 4  source: Anonymous "Prison and Imprisonment", Mojahed, 174–256 (20 October 1983 – 8 August 1985).
2. ↑  “Minorities in Iran have been disproportionally impacted in ongoing crackdown to repress the “Woman, Life, Freedom” movement, UN Fact-Finding Mission says”. 《OHCHR》 (영어). 2025년 3월 4일에 확인함.
3. ↑  “Pahlavi royal dictatorship - Google Search”. 《www.google.com》.
4. ↑  Pahlavi Dynasty: An Entry from Encyclopedia of the World of Islam By (ed.) Gholamali Haddad Adel, Mohammad Jafar Elmi, Hassan Taromi-Rad, p.15
5. ↑  Ehsan Zarrokh (Ehsan and Gaeini, M. Rahman). "Iranian Legal System and Human Rights Protection" The Islamic Law and Law of the Muslim World e-journal, New York law school 3.2 (2009).
6. ↑  “Rights Crisis Escalates Faces and Cases from Ahmadinejad's Crackdown, 20 September 2008”. Iranhumanrights.org. 2008년 9월 20일. 2013년 9월 26일에 확인함.
7. ↑  Ervand Abrahamian, Tortured Confessions: Prisons and Public Recantations in Modern Iran, (University of California), 1999
8. ↑  The Age of the Dictators: A Study of the European Dictatorships, 1918–53, D. G. Williamson.
9. ↑  Ervand Abrahamian, Iran Between Two Revolutions, (Princeton University Press), 1982, p. 138
10. ↑  Abrahamian, Tortured Confessions, 1999, p. 39
11. ↑  Abrahamian, Tortured Confessions, 1999, p. 41
12. ↑  Iran between two revolutions By Ervand Abrahamian, p. 186
13. ↑  The History of Iran By Elton L. Daniel, 2012
14. 1 2  Iran in Revolution: The Opposition Forces by E Abrahamian – MERIP Reports
15. ↑  Abrahamian, Ervand, Tortured Confessions, (University of California), 1999, pp. 89–90
16. ↑  Abrahamian, Ervand (1999). 《Tortured Confessions》. University of California Press. 92쪽. ISBN 978-0-520-21866-6. 2011년 3월 18일에 확인함.
17. ↑  Abrahamian, Ervand (1999). 《Tortured Confessions》. University of California Press. 84쪽. ISBN 978-0-520-21866-6. 2011년 3월 18일에 확인함.
18. ↑  Fisk. Great War for Civilisation, p. 112.
19. ↑  Baraheni, Reza (1976년 10월 28일). 《Terror in Iran》. 《뉴욕 리뷰 오브 북스》.
20. ↑  Abrahamian, Tortured Confessions, p. 101
21. ↑  Kurzman, Charles, The Unthinkable Revolution in Iran, Harvard University Press, 2004, p.145–46
22. ↑  source: Fischer, Michael M.J., Iran, From Religious Dispute to Revolution, Harvard University Press, 1980 p. 128
23. 1 2 3  Abrahamian, Tortured Confessions (1999), pp. 135–36, 167, 169
24. ↑  Washington Post, 23 March 1980.
25. ↑  Abrahamian, Tortured Confessions, 1999 p. 114
26. ↑  Amnesty International's membership increased from 15,000 in 1969 to 200,000 by 1979.
  - 《Amnesty International Report 1968-69》. Amnesty International. 1969.
  - 《Amnesty International Report 1979》. Amnesty International. 1980.
27. ↑  The Cambridge History of Iran, Volume 7, edited by W. William Bayne Fisher, P. Avery, G. R. G. Hambly, C. Melville, p. 286
28. ↑  Abrahamian, Tortured Confessions, p. 119.
29. ↑  Iranian Politics and Religious Modernism: The Liberation Movements of Iran ...
 By Houchang E Chehabi, p. 225
30. ↑  (source: D. Harney, The Priest and the King: An Eyewitness Account of the Iranian Revolution, (London: Turis, 1999), p. 25)
31. ↑  Kurzman, Unthinkable Revolution, (2004), p. 108
32. ↑  Moin, Khomeini, (2000), pp. 184–85.
33. ↑  Taheri, The Spirit of Allah, (1985), pp. 182–83.
34. ↑  Taheri, The Spirit of Allah, (1985), p. 223.
35. ↑  E. Baqi, `Figures for the Dead in the Revolution`, Emruz, 30 July 2003 (quoted in A History of Modern Iran, p. 160–61)
36. ↑  J. Gueyras, `Liberalization is the Main Casualty,` The Guardian, 17 September 1978.
37. ↑  Beukes, Johann (2020). 《Foucault in Iran, 1978–1979》. AOSIS. 53 (note 26)쪽.
38. ↑  Amanat, Abbas (2017). 《Iran: A Modern History》. Yale University Press. 719쪽.
39. ↑  "A Question of Numbers" 보관됨 4 8월 2014 - 웨이백 머신 IranianVoice.org, 8 August 2003 Rouzegar-Now Cyrus Kadivar
40. 1 2  Tucker, Spencer C. (2017). 《The Roots and Consequences of Civil Wars and Revolutions: Conflicts that Changed World History》. ABC-CLIO. 439쪽.
41. ↑  Foltz, Richard (2016). 《Iran in World History》. Oxford University Press. 108쪽.
42. ↑  “Constitution”. 《Islamic Parliament of Iran》. Parliran.ir. 2016년 10월 27일에 원본 문서에서 보존된 문서. 2020년 9월 1일에 확인함.
43. ↑  Mahmood T. Davari (2004년 10월 1일). 《The Political Thought of Ayatollah Murtaza Mutahhari: An Iranian Theoretician of the Islamic State》. Routledge. 138쪽. ISBN 978-1-134-29488-6.
44. ↑  Eur (2002년 10월 31일). 《The Middle East and North Africa 2003》. Psychology Press. 414쪽. ISBN 978-1-85743-132-2.
45. ↑  “Constitutional Background”. 2006년 9월 8일에 원본 문서에서 보존된 문서. 2006년 9월 5일에 확인함.
46. 1 2  Francis Fukuyama (2009년 7월 28일). “Francis Fukuyama: Iranian constitution democratic at heart - WSJ”. 《WSJ》.
47. ↑  “A Detailed Analysis of Iran's Constitution - World Policy Institute”. 《worldpolicy.org》. 2014년 5월 6일에 원본 문서에서 보존된 문서. 2012년 1월 16일에 확인함.
48. ↑  “The Iranian Legal Framework And International Law”. Human Rights Watch. 2013년 9월 26일에 확인함.
49. ↑  Prof. Dr. Axel Tschentscher, LL.M. “Iran – Constitution”. Servat.unibe.ch. 2013년 9월 26일에 확인함.
50. ↑  〈Iran: Events of 2019〉. 《World Report 2020. Iran. Events of 2019》. 《Human Rights Watch》. 2019년 12월 12일. 2021년 1월 26일에 확인함.
51. ↑  Iran vows crackdown on 'inappropriately' dressed women, AFP (야후! 뉴스), 2007년 2월 24일, 웨이백 머신 경유
52. ↑  Christian Moe. “Refah Revisited: Strasbourg's Construction of Islam” (PDF). Norwegian Institute of Human Rights. 2008년 8월 27일에 원본 문서 (PDF)에서 보존된 문서.
53. ↑  Iranian Civil Code, NATLEX . Retrieved 21 August 2006.
54. ↑  Dehghan, Saeed Kamali (2015년 3월 5일). “Eye for an eye: Iran blinds acid attacker”. The Guardian. 2021년 1월 23일에 확인함.
55. ↑  Human Rights in Iran 2007 MEHR.org p.4,5
56. ↑  “Islamic Penal Code of Iran, article 300” (PDF). Mehr.org.
57. ↑  “Women act against repression and intimidation in Iran, 28 February 2008”. Amnesty.org. 2008년 2월 28일. 2013년 10월 3일에 원본 문서에서 보존된 문서. 2013년 9월 26일에 확인함.
58. ↑  Saeidzadeh, Zara (2020년 4월 2일). 《"Are trans men the manliest of men?" Gender practices, trans masculinity and mardānegī in contemporary Iran》. 《Journal of Gender Studies》 29. 295–309쪽. doi:10.1080/09589236.2019.1635439. ISSN 0958-9236. S2CID 199145725.
59. ↑  헌법 제115조에 따르면, 이들은 "국가의 공식 종교"에 속해야 하며, 이는 다른 곳에서 12이맘파 시아 이슬람교로 설명된다.
60. ↑  “Former Sunni MP: Rouhani Government Failing to Uphold Minority Rights Despite Supreme Leader's Cal”. 《Center for Human Rights in Iran》. 2017년 9월 17일. 2021년 1월 26일에 확인함.
61. ↑  KAZEMZADEH, FIRUZ (Summer 2000). 《The Baha'is in Iran: Twenty Years of Repression》. 《Social Research》 67. 537–558쪽. JSTOR 40971483. 2021년 2월 3일에 확인함.
62. ↑  “22 May 2008. "Iran 'plans to destroy Baha'i community'"”. Cnn.com. 2008년 5월 22일. 2013년 9월 26일에 확인함.
63. ↑  “hrw.org, Iran – THE LEGAL FRAMEWORK”. Hrw.org. 1992년 5월 22일. 2013년 9월 26일에 확인함.
64. ↑  “Human Rights Watch: Religious minorities in Iran (1997)”. Hrw.org. 2013년 9월 26일에 확인함.
65. ↑  “Statistical Centre of Iran: 11. Population by sex and religion (2006)”. Amar.sci.org.ir. 2011년 8월 9일에 원본 문서에서 보존된 문서. 2013년 9월 26일에 확인함.
66. ↑  Iranian academic sentenced to death| bbc.co.uk| 2002년 11월 7일.
67. ↑  “hrw.org, November 9, 2002 Iran: Academic's Death Sentence Condemned”. Hrw.org. 2002년 11월 13일에 원본 문서에서 보존된 문서. 2013년 9월 26일에 확인함.
68. ↑  Tavana, Mohammad H. (2014). 《Three Decades of Islamic Criminal Law Legislation in Iran》 (PDF). 《Electronic Journal of Islamic and Middle Eastern Law》 2. 33쪽. 2021년 1월 24일에 확인함.
69. ↑  “Iranian activists fight child executions”. 《USA Today》.
70. ↑  “CHILD EXECUTION IN IRAN AND ITS LEGALITY UNDER THE ISLAMIC LAW” (PDF). 《www.enmcr.net》. 2016년 3월 4일에 원본 문서 (PDF)에서 보존된 문서.
71. ↑  “John Howell MP”. 《johnhowellmp.com》. 2014년 2월 3일에 원본 문서에서 보존된 문서. 2014년 3월 24일에 확인함.
72. ↑  Wooldridge, Mike (2010년 7월 9일). “Iran's grim history of death by stoning”. BBC News. 2021년 1월 23일에 확인함.
73. ↑  “Resolution on the serious and systematic human rights violations in Iran”. 《International Federation for Human Rights》. 2019년 11월 19일. 2021년 1월 29일에 확인함.
74. ↑  “Iran. International Religious Freedom Report 2004. Released by the Bureau of Democracy, Human Rights, and Labor”. State.gov. 2004년 1월 1일. 2013년 9월 26일에 확인함.
75. ↑  “Iran changes law for execution of juveniles”. 《Iran Independent News Service》. 10 February 2012. 11 February 2012에 원본 문서에서 보존된 문서.
76. ↑  “1999 Report IV. THE IRANIAN LEGAL FRAMEWORK AND INTERNATIONAL LAW”. 《Human Rights Watch》. 2021년 1월 26일에 확인함.
77. ↑  “Iran: End Widespread Crackdown on Civil Society”. 《Human Rights Watch》. 2008년 1월 7일. 2021년 2월 3일에 확인함.
78. ↑  Interview with Akbar Ganji, Le Monde, 6 June 2006.
79. ↑  Abrahamian, Ervand, Tortured Confessions, (1999), p.209-228
80. ↑  Abrahamian, Tortured Confessions, 1999, p. 137
81. ↑  in an early 1988 fatwa; cited in Hamid Algar, `Development of the Concept of velayat-i faqih since the Islamic Revolution in Iran,` paper presented at London Conference on wilayat al-faqih, in June 1988 [pp. 135–38]
82. ↑  Also Ressalat, Tehran, 7 January 1988,
Khomeini on how Laws in Iran will strictly adhere to God's perfect and unchanging divine law
83. ↑  Sahife’ Noor (letters and lectures of Ayatollah Khomeini), Volume 20, p. 170. quoted in Vaezi, Ahmed (2004). 〈The Dominion Of The Wali Al-Faqih〉. 《Shia Political Thought》. 《al-islam.org》. 2022년 8월 11일에 확인함.
84. ↑  Keyhan, January 8, 1988; quoted in MATSUNAGA, Yasuyuki (2009). 《Revisiting Ayatollah Khomeini's Doctrine of Wilayat al-Faqıh (Velayat-e Faqıh)》. 《Orient》 XLIV. 81, 87쪽. 2022년 8월 5일에 확인함.
85. ↑  Mayer, Ann Elizabeth (Summer–Autumn 1996). 《Islamic Rights or Human Rights: An Iranian Dilemma》. 《Iranian Studies》 29. 269–270쪽. doi:10.1080/00210869608701851. JSTOR 4310998. 2022년 9월 6일에 확인함.
86. ↑  "The Latter-Day Sultan, Power and Politics in Iran" By Akbar Ganji
From Foreign Affairs, November/December 2008.
87. ↑  Moin, p. 208.
88. ↑  Bakhash, The Reign of the Ayatollahs (1984), p. 61.
89. ↑  Mackey, p. 291
90. ↑  Axworthy, Michael (2013). 《Revolutionary Iran: A History of the Islamic Republic》. Oxford University Press. 148쪽. ISBN 978-0190468965.
91. ↑  Schirazi, p. 51.
92. ↑  Moin, pp. 219–20.
93. ↑  Kayhan, 20.8.78–21.8.78, ` quoted in Schirazi, p. 51, also New York Times, 8 August 1979
94. ↑  Source: Letter from Amnesty International to the Shaul Bakhash, 6 July 1982. Quoted in Bakhash, p. 111
95. ↑  Bakhash, p. 111
96. ↑  Abrahamian, Ervand, History of Modern Iran, Columbia University Press, 2008, p.181
97. ↑  “Mandates of the Working Group on Enforced or Involuntary Disappearances; ...”. 《Office of the High Commissioner on Human Rights》. 2020년 9월 3일. 2021년 1월 22일에 확인함.
98. ↑  Sciolino, Persian Mirrors, 2000, p. 241
99. 1 2  "Killing of three rebel writers turns hope into fear in Iran", Douglas Jehl, The New York Times, 1998년 12월 14일 p. A6
100. ↑  John Pike (2001년 2월 5일). “RFE/RL Iran Report. 5 February 2001”. Globalsecurity.org. 2013년 9월 26일에 확인함.
101. ↑  “Human Rights Reports | CODIR” (미국 영어). 2019년 12월 3일에 확인함.
102. ↑  “A Man Called Saeed Emani”. Iranterror.com. 2012년 9월 11일에 원본 문서에서 보존된 문서. 2013년 9월 26일에 확인함.
103. ↑  “Khatami and the Myth of Reform in Iran”. 《washingtoninstitute.org》 (영어). 2019년 12월 3일에 확인함.
104. ↑  "Men of principle", The Economist. London: 21 July 2007. Vol. 384, Iss. 8538; p. 5
105. ↑  “Iran sacks police chiefs over student protest crackdown”. 《CNN》. 2008년 12월 11일에 원본 문서에서 보존된 문서.
106. ↑  Report 2001, Islamic Republic of Iran 보관됨 4 10월 2014 - 웨이백 머신, 국제앰네스티
107. 1 2  Wright, Robin (2020년 1월 15일). “The Anger and Anguish Fuelling Iran's Protests”. New Yorker magazine. 2021년 1월 26일에 확인함.
108. 1 2  ".hrw.org/world-report/2020/country-chapters/iran “World Report 2020. Iran. Events of 2019”. 《Human Rights Watch》. 2021년 2월 2일에 확인함.
109. ↑  〈Iran: Events of 2020〉. 《World Report 2021. Iran Events of 2020》. 《Human Rights Watch》. 2020년 12월 15일. 2021년 2월 2일에 확인함.
110. ↑  “وزیر کشور ایران می‌گوید بیش از ۲۰۰ نفر در جریان اعتراضات آبان کشته شدند”. 《BBC News فارسی》 (페르시아어). 2021년 7월 7일에 확인함.
111. ↑  “Special Report: Iran's leader ordered crackdown on unrest – 'Do whatever it takes to end it'”. 2019년 12월 23일. 2019년 12월 23일에 원본 문서에서 보존된 문서. 2019년 12월 23일에 확인함.
112. ↑  ".hrw.org/world-report/2018/country-chapters/iran “World Report 2018. Iran. Events of 2017”. 《Human Rights Watch》. 2021년 2월 2일에 확인함.
113. ↑  ".hrw.org/world-report/2019/country-chapters/iran “World Report 2019. Iran. Events of 2018”. 《Human Rights Watch》. 2021년 2월 2일에 확인함.
114. ↑  “Fresh protests erupt in Iran's universities and Kurdish region”. The Guardian. 2022년 11월 6일. 2022년 11월 7일에 확인함.
115. ↑  “Iran Protests: at Least 154 Killed/Children Amongst Dead”. Iran Human Rights. 2022년 10월 4일. 2022년 10월 4일에 확인함.
116. ↑  “Iran Protests: Death Toll Rises to at Least 201/Children Victims of the Crackdown”. Iran Human Rights. 2022년 10월 8일에 원본 문서에서 보존된 문서. 2022년 10월 12일에 확인함.
117. ↑  “Iran lawmakers demand severe punishment for 'rioters' as protests rage”. 《Reuters》. 2022년 11월 6일. 2022년 11월 7일에 확인함.
118. ↑  “Hezbollah, Hashd Al-Shaabi Forces Helping Iran Suppress Protests - Reports”. 《www.iranintl.com》 (영어). 2022년 10월 16일. 2025년 6월 8일에 확인함.
119. ↑  United Nations General Assembly. 39th Session. Third Committee. 65th meeting, held on 7 December 1984 at 3 pm New York. A/C.3/39/SR.65. quoted by Luiza Maria Gontowska, Human Rights Violations Under the Sharia'a, A Comparative Study of the Kingdom of Saudi Arabia and the Islamic Republic of Iran, May 2005, p. 4
120. ↑  “'Iran has best human rights record in the Muslim world' quoting Ali Akbar Salehi”. 《테헤란 타임스》. 2012년 7월 14일에 원본 문서에서 보존된 문서. 2016년 10월 23일에 확인함.
121. ↑  “Islamic world urged to stand against Western-style human rights Tehran, May 15”. .irna.com. 2008년 10월 10일에 원본 문서에서 보존된 문서. 2013년 9월 26일에 확인함.
122. ↑  “Human rights fully respected in Iran: Judiciary chief Tehran, April 10”. .irna.com. 2008년 4월 12일에 원본 문서에서 보존된 문서. 2013년 9월 26일에 확인함.
123. ↑  John Pike (2004년 5월 3일). “Iran Report, A Weekly Review of Developments in and Pertaining to Iran, 3 May 2004”. Globalsecurity.org. 2013년 9월 26일에 확인함.
124. 1 2  Tehran Times. Foreign Minister Manuchehr Mottaki has criticized discrimination against Muslim minorities in Western countries. 6 March 2008.
125. ↑  “Iranian President Mahmoud Ahmadinejad on the Threat of US Attack and International Criticism of Iran's Human Rights Record”. 《democracynow.org》.
126. ↑  cnn.com, Iran's leader slams 'arrogant' powers in U.N. address, 25 September 2007. This was seen as "a veiled but unmistakable criticism of the United States" 특별 인도 및 국내 감시:
127. ↑  Molavi, Afshin, The Soul of Iran, Norton, (2005), p. 296
128. ↑  Sciolino, Elaine, Persian Mirrors : the Elusive Face of Iran, Free Press, 2000, 2005, p. 247
129. ↑  "The Latter-Day Sultan, Power and Politics in Iran" by Akbar Ganji, Foreign Affairs, November/December 2008
130. ↑  Sally E. Merry, New York University, writing about  The Politics of Women's Rights in Iran by Arzoo Osanloo accessed 30-June-2009
131. ↑  Majd, The Ayatollah Begs to Differ, 2008, p.183
132. ↑  AFP (2025년 1월 7일). “Iran reportedly executed at least 901 people in 2024: UN”. 《Gulf News: Latest UAE news, Dubai news, Business, travel news, Dubai Gold rate, prayer time, cinema》 (영어). 2025년 1월 7일에 확인함.
133. ↑  Affolter, Friedrich W. (2005). 《The Specter of Ideological Genocide: The Baháʼí of Iran》 (PDF). 《War Crimes, Genocide and Crimes Against Humanity》 1. 59–89쪽. 2010년 1월 14일에 원본 문서 (PDF)에서 보존된 문서. 2016년 10월 22일에 확인함.
134. ↑  Afshari, Reza (2001). 《Human Rights in Iran : The Abuse of Cultural Relativism》. University of Pennsylvania Press. xvii–xx쪽. ISBN 9780812221398.
135. ↑  Cooper, R. (1995). 《The Baháʼí of Iran: The Minority Rights Group Report 51》. London, UK: The Minority Rights Group LTD.
136. ↑  “Human Rights Overview 2005”. Human Rights Watch. 2004년 12월 31일. 2010년 8월 4일에 원본 문서에서 보존된 문서. 2013년 9월 26일에 확인함.
137. 1 2  “Canadian-sponsored human rights resolution against Iran passes”. Canadian Broadcasting Corporation.
138. ↑  “U.N. Assembly Chides Iran on Human Rights By BENNY AVNI, Staff Reporter of the Sun | 21 November 2007”. Nysun.com. 2007년 11월 21일. 2013년 9월 26일에 확인함.
139. 1 2  “UN Experts Call On Iran To Guarantee Rights Of Detained Activists”. 《RFE/RL》. 2018년 11월 30일.
140. ↑  “Iran: Investigate Suspicious Deaths in Detention, Release Activists”. 2018년 2월 13일.
141. ↑  “2018 will go down in history as a year of shame for Iran”. 《Amnesty International》. 2019년 1월 24일.
142. ↑  “Iran: Afghan Refugees and Migrants Face Abuse | Human Rights Watch”. 2013년 11월 20일.

### 참고 문헌
- Abrahamian, Ervand (1999). 《Tortured Confessions: Prisons and Public Recantations in Modern Iran》. University of California Press. ISBN 0-520-21866-3.
- Ebadi, Shirin; Azadeh Moaveni (2006). 《Iran Awakening: A Memoir of Revolution and Hope》. Random House. ISBN 1-4000-6470-8.
- Moin, Baqer (2000). 《Khomeini: Life of the Ayatollah》. Thomas Dunne Books. ISBN 0-312-26490-9.
- Sciolino, Elaine (2000). 《Persian Mirrors : the Elusive Face of Iran》. Free Press. ISBN 0-684-86290-5.
- Taheri, Amir (1985). 《The Spirit of Allah》. Adler & Adler. ISBN 0-09-160320-X.